# پوروشتیتسا (لبانه)
پوروشتیتسا (به صربی: Poroštica) یک منطقهٔ مسکونی در صربستان است که در لبانه واقع شده‌است. پوروشتیتسا ۱۱۳ نفر جمعیت دارد.